# Haarle (Tubbergen)
Haarle (Nedersaksisch: Hoarle) is een gehucht in de gemeente Tubbergen, in de Nederlandse provincie Overijssel. Het had in 2023 155 inwoners, in 1994 was dat nog 152.